# San José de Areocuar
San José de Areocuar es un pueblo situado en el Estado Sucre, Venezuela. Es la capital del Municipio Andrés Mata

## Historia
Fue fundado por un capuchino aragonés, fray Agustín de Frías de Albarracín, el 28 de octubre de 1677.
Fray Lorenzo de Magallón, le había otorgado permiso para fundar misiones. 
Fue una de las primeras misiones en establecerse en la región. La actual iglesia consta de 3 naves y fue erigida en 1780. En 1712 se erige como parroquia.
Basa su economía en actividades agrícolas en maíz, caña de azúcar, café, cacao, tubérculos y frutas varias.

## Demografía
En redacción 